# Decimus Burton
Decimus Burton (Bloomsbury, 30 de septiembre de 1800-Hyde Park, 14 de diciembre de 1881) fue un arquitecto británico.

## Biografía
Encargado de supervisar el Gran Conservatorio de Chatsworth, fue diseñador del conservatorio curvilínea en Grove House en Regent's Park. Por tal motivo  Burton estaba muy familiarizado con los últimos desarrollos del metal y la tecnología del vidrio. Por estos méritos fue convocado como consultor del Palm House en el Real Jardín Botánico de Kew.